# لاميتا فرنجية
لاميتا فرنجية (15 نوفمبر 1981 -)، عارضة أزياء ومذيعة وممثلة لبنانية. شاركت في مسابقة ملكة جمال لبنان 2004 وحلت وصيفة أولى وشاركت في مسابقة ملكة جمال العالم 2005. مثلت في مسلسل عصر الحريم.
شاركت الفنان رامز جلال في فيلم حد سامع حاجة.
و شاركت مع الفنان محمد رجب في فيلم محترم إلا ربع.
ومثلت فيلم 365 يوم سعادة مع أحمد عز وقامت بدور صغير مع الفنان محمد هنيدي في مسلسل «مسيو رمضان مبروك أبو العلمين حموده» إنتاج 2011 وكان دور تلميذته صوفي التي التقى بها في فرنسا.

## أعمالها

### الأفلام
- 1998: فتيات للقتل
- 2009: حد سامع حاجة.
- 2010: محترم إلا ربع.
- 2011: أنا بضيع يا وديع.
- 2011: 365 يوم سعادة.
- 2012: غراميات الفيسبوك.
- 2012: عمر وسلمى 3.
- 2014: بنت من دار السلام

### المسلسلات
- 2008: عصر الحريم
- 2009: جمر الغضا.
- 2010: مش ألف ليلة وليلة
- 2010: راجل وست ستات (ج7)
- 2011: مسيو رمضان مبروك أبو العلمين حمودة.
- 2013: محال
- 2014: تذكرة داود

## وصلات خارجية
- لاميتا فرنجية على موقع IMDb (الإنجليزية)
- لاميتا فرنجية على موقع قاعدة بيانات الأفلام العربية
- لاميتا فرنجية على موقع قاعدة بيانات الفيلم (الإنجليزية)